# Machine listening
 (mars 2024).
Si vous disposez d'ouvrages ou d'articles de référence ou si vous connaissez des sites web de qualité traitant du thème abordé ici, merci de compléter l'article en donnant les références utiles à sa vérifiabilité et en les liant à la section « Notes et références ».
L'anglais Machine listening signifie littéralement « écoute automatique » en français.
C'est une discipline qui consiste à apprendre aux ordinateurs comment écouter les sons, que ce soit de la musique, de la parole ou les sons courants de l'environnement.
Écouter signifie ici extraire du signal des caractéristiques utiles à sa compréhension. 
Les méthodes employées sont généralement issues des domaines du traitement du signal, de l'apprentissage automatique, des sciences cognitives et de l'informatique.
Grâce à l'augmentation des ressources des ordinateurs, le machine listening a trouvé récemment[Quand ?] des applications dans les domaines de la musique, de la sécurité et de l'environnement.